# Scopula massimensis
Scopula massimensis là một loài bướm đêm trong họ Geometridae.